# ليلى بعلبكي
ليلي بعلبكي (1934 - 20 تشرين الأول/أكتوبر 2023) كاتبة وأديبة لبنانية.

## سيرة
ولدت ليلى بعلبكي في عائلة ذات أصول شيعية جنوبية سنة 1934، وتعود جذور عائلتها إلى قرية حومين التحتا في منطقة النبطية الجنوبية. والدها هو الشاعر الزجلي، علي الحاج البعلبكي. درست في المدرسة الرسمية في عين المريسة (بيروت)، ثم انتقلت إلى كلية المقاصد الاسلامية، فأنهت فيها المرحلتين المتوسطة والثانوية. ثم تابعت دراستها في معهد الآداب الشرقية التابع لجامعة القديس يوسف.
تزوجت أنطون وديع تقلا (توفي في 1/8/1993)، وأنجبا ابنتين وابنًا.

## نشاطها الثقافي
تعدّ بعلبكي من روّاد الكتابة النسوية في لبنان والعالم العربي، أسّست لنوع جريء من الأدب الروائي في فترة الستينيات، من خلال روايتها الأولى "أنا أحيا" (1958). عملت في الأمانة العامة للمجلس النيابي اللبناني بين سنتي 1957 و1960، ثم التحقت بالصحافة، ومن أهم الصحف التي عملت فيها: الحوادث، والدستور، والنهار، والأسبوع، والعربي.

## أعمالها
- أنا أحيا - رواية، دار مجلة شعر 1958، وهي رواية مكتوبة بلغة عربية شفافة ولاذعة، تصف الرواية المعارك اليومية لشابة لبنانية تبحث عن معنى لحياتها، الأسلوب أخّاذ، والإيقاع متسارع.[8]
- الإلهة الممسوخة - رواية، 1960
- سفينة حنان إلى القمر - مجموعة قصصية، 1964 (تعرضت بسببها إلى المحاكمة بعد منعها في غير بلد عربي)

## انظر ايضا
- رحيل ليلى بعلبكي.... وداعاً أيقونة التمرّد الأدبي
- قائمة الكتاب والكاتبات اللبنانيين